# マンフレッド・ブコフツァー
マンフレッド・ブコフツァー（Manfred Bukofzer, 1910年3月27日 - 1955年12月7日）は、ドイツ・オルデンブルク出身の米国の音楽学者・人文学者。ハイデルベルク大学とベルリン・シュテルン音楽院に学ぶが、1933年に第三帝国を去ってバーゼルに行き、その地で博士号を取得。1939年に渡米してそのまま米国に留まり、市民権を取得した。1941年よりカリフォルニア大学バークレー校の教壇に立ち続けたが、1955年に多発性骨髄腫で死去。
ブコフツァーは古楽の、とりわけバロック音楽の専門家として著名である。著書『バロック時代の音楽 Music in the Baroque Era 』は、たとえば17世紀の音楽様式の発展におけるオペラの重要性を軽視するなど、現代の音楽史家からドイツ偏重の嫌いを指摘されてはいるものの、今なおバロック音楽に関する標準的な参考文献の一つとなっている。
またブコフツァーは、14世紀から16世紀までの音楽理論や、イギリス音楽についても専門家であった。しかもジャズや民族音楽学にも学術的興味を寄せていた。